# Myopias tenuis
Myopias tenuis är en myrart som först beskrevs av Carlo Emery 1900.  Myopias tenuis ingår i släktet Myopias och familjen myror. Inga underarter finns listade i Catalogue of Life.

## Bildgalleri

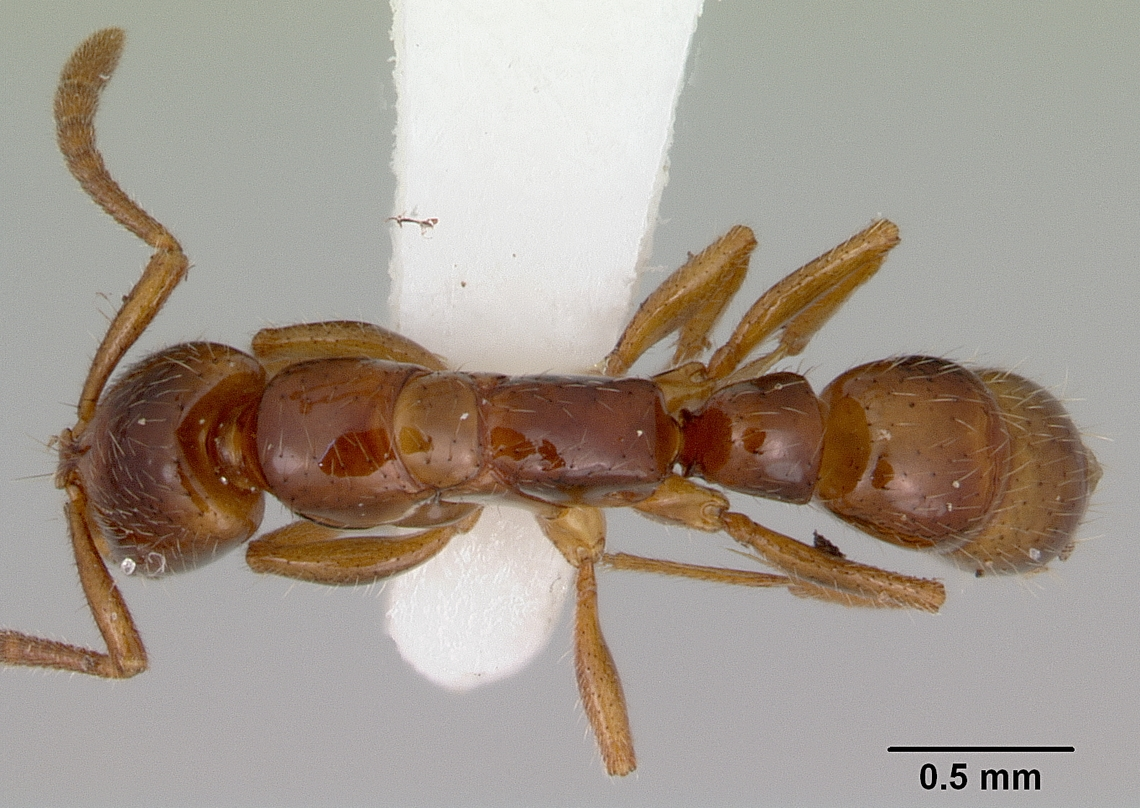
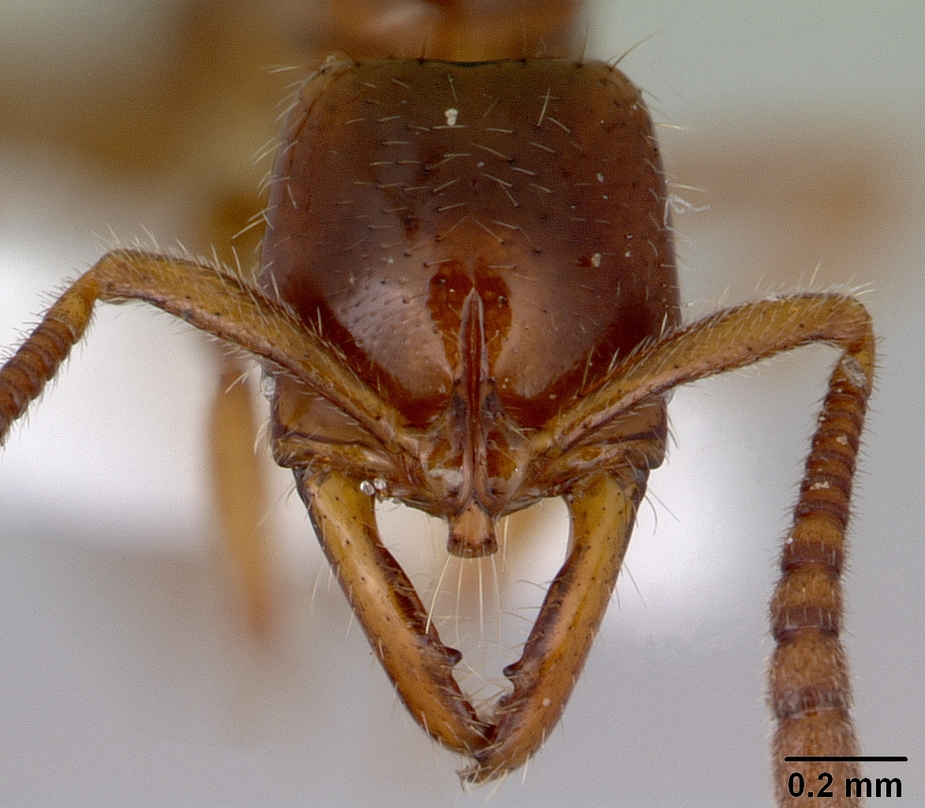
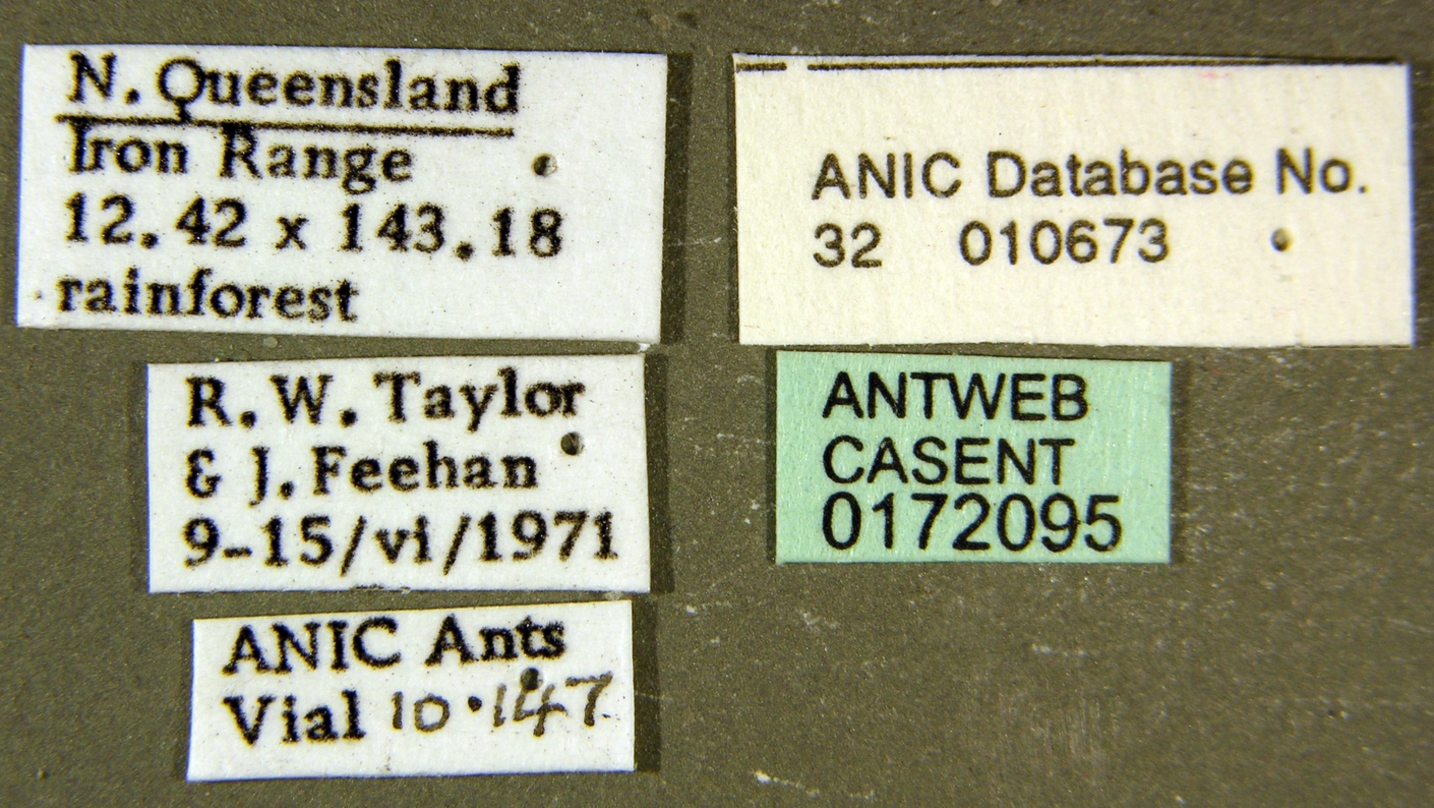
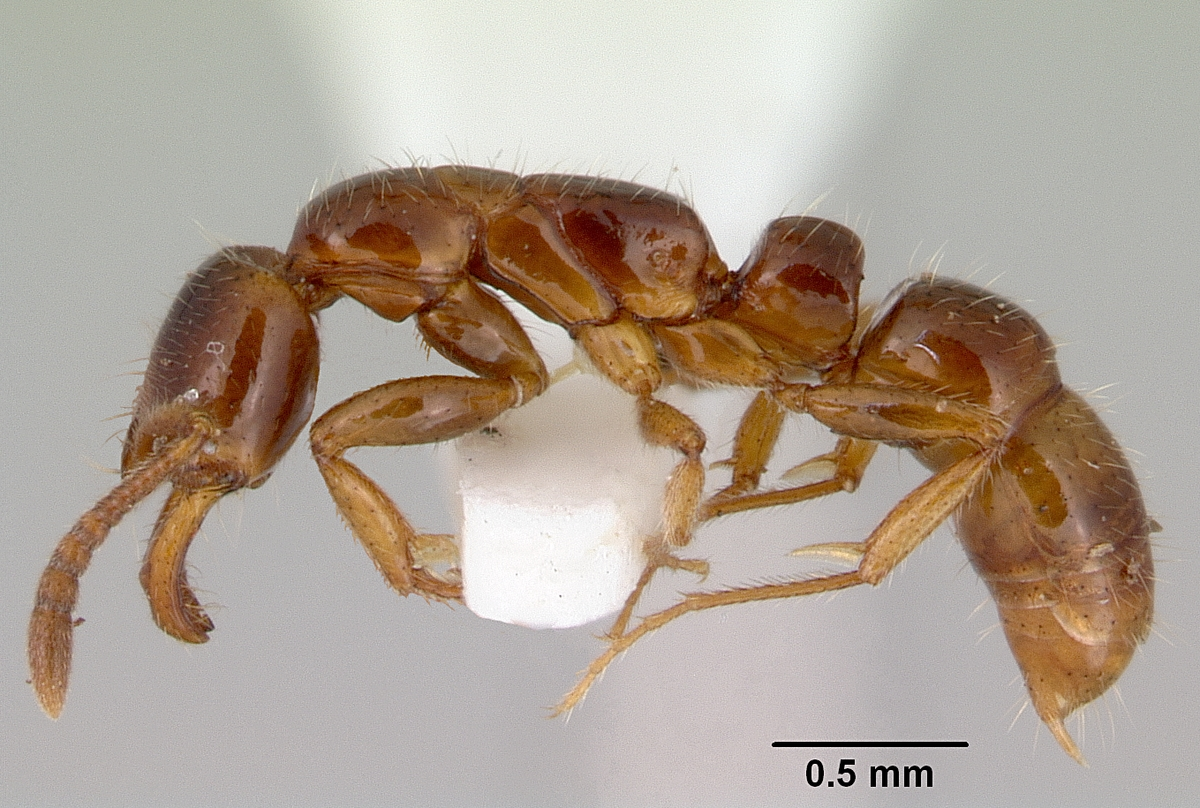
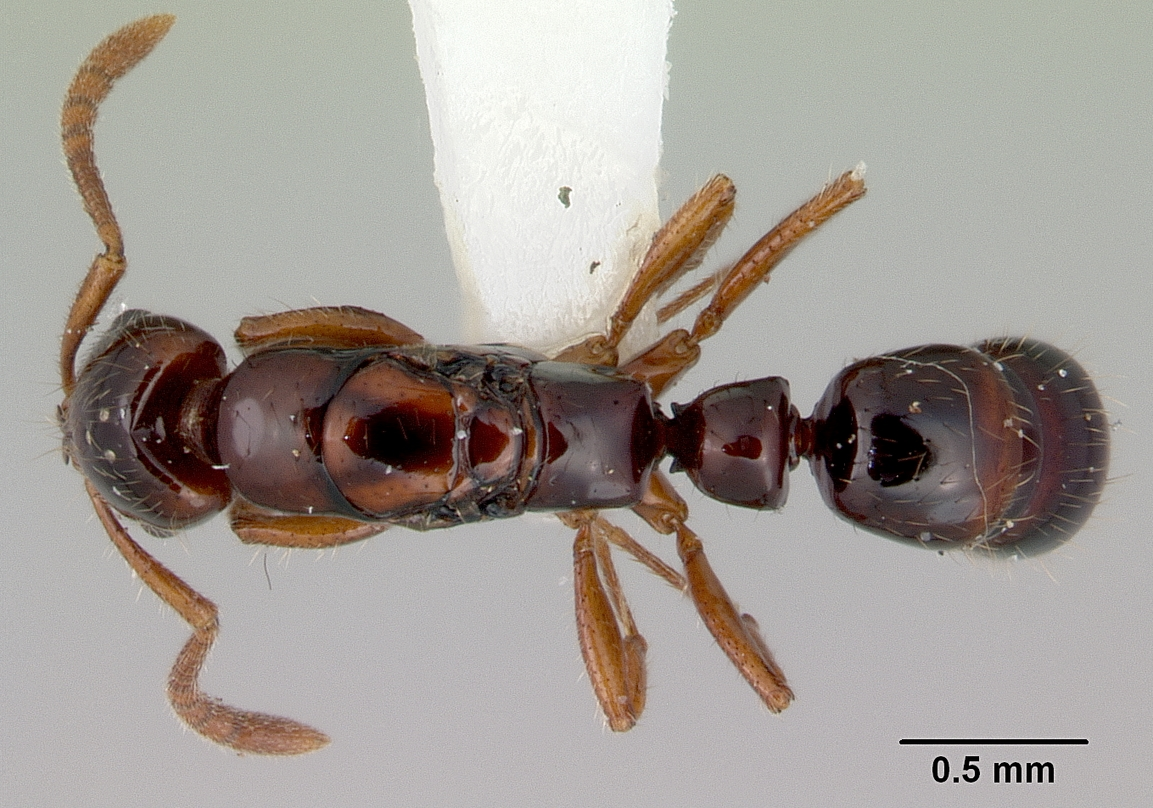
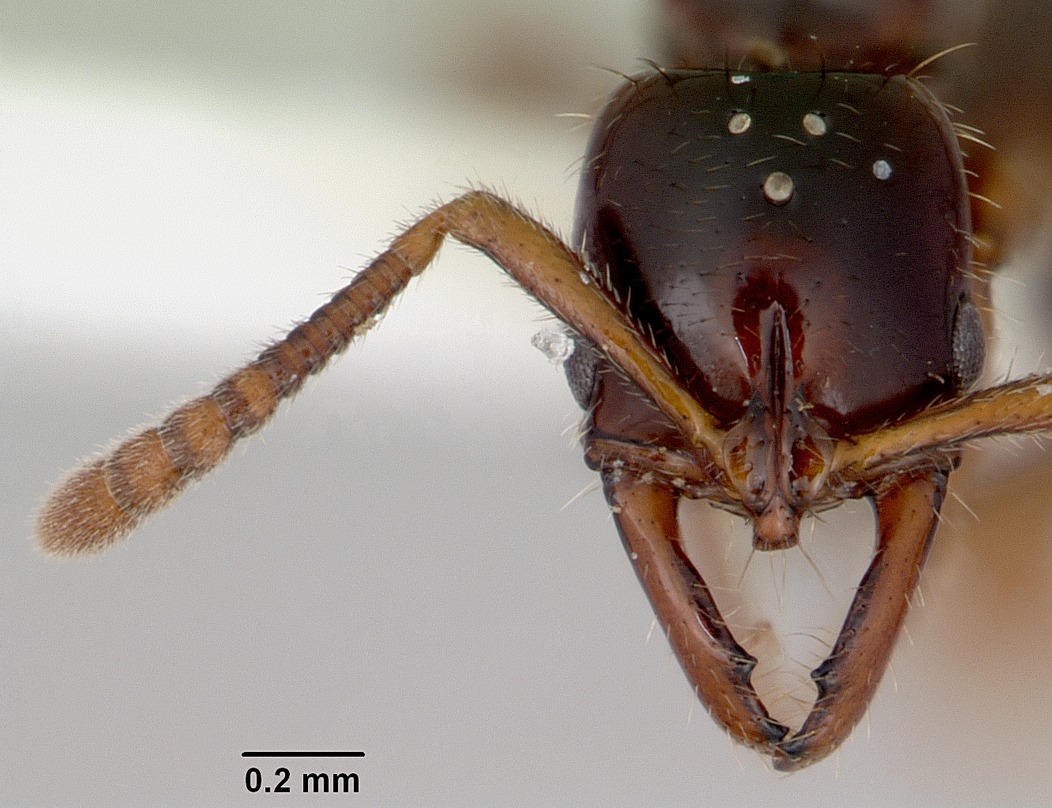